# أوتيس جيبس
أوتيس جيبس (بالإنجليزية: Otis Gibbs) هو ملحن ومغن مؤلف أمريكي، ولد في القرن العشرين.

## وصلات خارجية
- الموقع الرسمي
- أوتيس جيبس على موقع ميوزك برينز (الإنجليزية)
- أوتيس جيبس على موقع أول ميوزيك (الإنجليزية)
- أوتيس جيبس على موقع ديسكوغز (الإنجليزية)